# Баланс (биомеханика)
В биомеханиката, баланс е способността за поддържане на центъра на тежестта на тялото в рамките на опорната точка с минимални флуктуации в позата.
При осъществяване на способността на човек да запазва състоянието на баланс във времето, се казва, че балансира.
Балансирането изисква едновременна обработка на информация, предоставена от множество сетива, включително равновесния център на вестибуларния апарат, зрение, налягане и проприорецепция (от Соматосетивната система), докато двигателната системата едновременно контролира мускулните действия. Сетивата трябва да установяват промените на положението на тялото по отношение на опората, независимо от това дали тялото се движи или се движи опората.
С възрастта настъпва спад в способността на по-горе описаните системи, да получат и да се интегрират сензорната информация, което допринася за по-слаб баланс при по-възрастните хора. В резултат на това възрастните хора са изложени на повишен риск от падане. В действителност, един от всеки трима възрастни, на възраст 65 и повече години пада всяка година.
Балансът може да бъде сериозно засегнати при индивиди с неврологични патологии. Пациентите, които страдат от инсулт или нараняване на гръбначния мозък, например, могат да се борят с това навушение. Проблеми с баланса са идентифицирани като най-силният предвестник за падане.